# Jean-Christophe Rosé
 (décembre 2015).
Jean-Christophe Rosé est un auteur et réalisateur de films né en 1948 à Genève.

## Biographie
Jean-Christophe Rosé naît en 1948 à Genève, d’un père franco-polonais ancien pilote de la RAF et d’une mère franco-italienne. Arrivé à Paris en 1960, il fait ses études secondaires au lycée Janson-de-Sailly. Après des études de lettres modernes et de linguistique à la faculté de Nanterre, il entreprend un doctorat de philosophie avec Gilles Deleuze.
Il commence aussi à travailler pour le cinéma comme assistant réalisateur, notamment de Raoul Ruiz, et réalise plusieurs courts métrages de fiction.
À partir des années 1980, il travaille surtout pour la télévision où il réalise des films du réel et de nombreux documentaires à base d’archives.
Il collabore aussi avec Frédéric Mitterrand à la série « Étoiles et Toiles » sur TF1, avant de coproduire avec lui la série « Étoiles » sur Antenne 2, pour laquelle il réalise huit films, dont Charlie Chaplin, Vivien Leigh, Luchino Visconti, Winston Churchill.
En 1994 avec Les Rois du Ring, il entreprend son premier film sur les rapports du sport et de l'histoire, auxquels il consacrera par la suite une dizaine d’autres films.

## Filmographie

### Cinéma
- 1976 : L’Enfance décapitée. Court métrage. (Festival de Cannes 76, section « Perspectives du Cinéma Français »)
- 1977 : La Vie au ralenti. Documentaire. (Festival de Cannes 77, section officielle « Un certain regard »)
- 1980 : Scènes de cœurs. Court métrage avec Sacha Pitoëff, Juliet Berto, Roger Blin
- 1986 : Caryl Chessman, l’écriture contre la mort. Documentaire, avec Jacques Derrida. (Festival de Cannes 86 section « Perspectives du cinéma français »)

### Télévision
- 1983 : Mémoire de Federico Fellini, avec Federico Fellini (2 × 52 min), TF1
- 1984-1986 : Série « Étoiles et Toiles », avec Frédéric Mitterrand et Martine Jouando, TF1
- 1987 : Jean Dausset, Prix Nobel (60 min), Arte
- 1988-1990 : Série « Étoiles », avec Frédéric Mitterrand, Antenne 2, nommé pour le Sept d’or du meilleur magazine
- 1992 : Pierre Mendès France, 10 ans après, avec Jean Lacouture et Jean Daniel (90 min) Antenne 2
- 1993 : Vittorio Mussolini, un producteur des années 30 (60 min), Arte et RAI
- 1994 : Leclerc le Libérateur, avec Jean Lacouture et Georges Buis (90 min) France 3
- 1994 : Les Rois du Ring (90 min), Arte
- 1995 : Jean Marais par Jean Marais, avec Carole Weisweiller (60 min) Canal +
- 1996 : Fausto Coppi, une Histoire d’Italie, avec Dominique Jameux (90 min) Arte
- 1996 : Onze footballeurs en or (60 min), France 3
- 1996 : L’Odyssée du coureur de fond (90 min), Arte
- 1998 : Sugar Ray Robinson, une légende d’Amérique (60 min), Canal + et BBC
- 1998 : Un été au Grand Hôtel (90 min), France 3
- 2000 : Chienne de vie (60 min), France 2
- 2001 : L’Equipée Belle (90 min), Arte
- 2001 : Macha et Dacha, avec Manon Loizeau (60 min), France 3
- 2002 : Pelé Garrincha Dieux du Brésil (90 min), Arte et BBC
- 2004 : Irak, la guerre à tout prix, avec Patrick Jarreau (90 min), France 3
- 2004 : Sport et télévision, liaisons dangereuses, avec Benoît Heimermann (60 min), La Cinquième
- 2005 : 200 jours pour refaire le monde (2 × 52 min), Arte
- 2006 : Maradona, un gamin en or, avec Benoît Heimermann (90 min), Arte. Nommé aux European Film Awards du cinéma européen
- 2008 : Voyage dans les Ghettos du Gotha, avec Michel et Monique Pinçon-Charlot (90 min), France 3
- 2009 : Marcel Cerdan, une légende française (60 min), La Cinquième et France 2
- 2010 : La Guerre des Images (2 × 52 min), Arte
- 2012 : Hitler, Mussolini, l’Opéra des Assassins (90 min), France 3 et RAI
- 2013 : La Légende du Tour de France, avec Benoît Heimermann (100 min), France 2
- 2014 : 6 juin 44, la Lumière de l’Aube (100 min), France 2
- 2016 : Les Champions d’Hitler, avec Benoît Heimermann (100 min), France 3
- 2017 : Johnny Hallyday. La France Rock'n Roll (114 min), France 2
- 2018 : Primo Carnera Le colosse aux pieds d'argile (80 min), Arte
- 2019 : 39-45. Les animaux dans la guerre (100 min), France 3
- 2021 : L'odyssée des jeux olympiques, avec Benoît Heimermann (110 min), France 3
- 2023 : Fellini confidences retrouvées,  (62 min) France 5[1]
- 2024 : Le plus vite du monde, avec Benoît Heimermann (52 min), Arte

## Autres activités

### Acteur
- 1976 : Équinoxe de Jacques Robiolles
- 1983 : La Forêt désenchantée de Jacques Robiolles

## Distinctions et récompenses

### Décoration
- Chevalier dans l'ordre des Arts et des Lettres[3]

### Festivals et Prix
- 1980 : Mention spéciale du jury au festival de Hyères pour Scènes de cœurs
- 1996 : Paladin d’argent au festival de Palerme pour Fausto Coppi, une histoire d’Italie
- 1997 : Prix «Coni Sicile» au festival de Palerme pour les Rois du Ring
- 1997 : Grand Prix Festival de Banff (Canada) pour Fausto Coppi, une histoire d’Italie
- 1998 : Guirlande d'honneur au Festival de Vérone pour Onze footballeurs en or
- 1998 : Prix du documentaire au festival international du film d'histoire de Pessac pour L’Odyssée du coureur de fond
- 2002 : Mention of Honour au Ficts de Milan pour L’Equipée Belle
- 2002 : Certificate of Merit au Festival de San Francisco pour L’Equipée Belle
- 2003 : Mention spéciale prix Scam pour Macha et Dacha
- 2024: Prix Michel CIMENT au festival international du film d'histoire de Pessac pour Féllini, Confidences retrouvées